# Trudelia cristata
Trudelia cristata é uma espécie de orquídea epífita, família Orchidaceae, que habita do Nepal ao Vietnam.